# Nieuwe Sint-Albanuskerk (Keulen)
De Nieuwe Sint-Albanuskerk (Duits: Neu St. Alban) is een rooms-katholieke parochiekerk in het Keulse stadsdeel Neustadt-Nord.De kerk werd in de jaren 1958-1959 naar het ontwerp van Hans Schilling gebouwd. Voor de bouw gebruikte hij het puin van het in de Tweede Wereldoorlog zwaar beschadigde en in 1958 afgebroken operagebouw aan de Habsburgerring. Een aantal oudere uit de oude Albanuskerk naast de Gürzenich voorwerpen kregen een plaats in de nieuwe kerk.

## Voorgeschiedenis
Na de Tweede Wereldoorlog werd besloten dat de wederopbouw van de zwaar beschadigde romaanse Albanuskerk niet zinvol was. In verband met de herbouw van de Gürzenich als cultureel centrum was de stad geïnteresseerd in overname van het aangrenzende grondstuk waarop de kerk stond. Het aartsbisdom daarentegen overwoog de parochie in de vrijwel geheel verwoeste en ontvolkte binnenstad toe te voegen aan enkele omringende parochies. Nadat beide partijen overeenkwamen om de ruïne als herdenkingsplek in te richten en in de toren de Koenraad van Parzam-kapel te herstellen, kwam het tot een uitruil van grond. In ruil voor de grond van de oude Albanuskerk kreeg het aartsbisdom een stuk grond van de stad in Neustadt-Nord. De nieuw te vormen parochie werd samengesteld uit delen van de Sint-Gereonparochie en delen van Neustadt-Nord die aan de andere kant van de Keulse ringweg lagen. De nieuwe kerk kreeg het patrocinium van Sint-Albanus. Ook werden de nog bewaarde of te herstellen voorwerpen en alle rechten van de oude Albanusparochie overgedragen aan de nieuwe, waaronder 50 morgen verpacht akkerland bij Hürth.

## De nieuwbouw
Drijvende kracht achter de bouw was de priester Hugo Poth († 1988), de eerste pastoor van de parochie. Als architect werd Hans Schilling aangetrokken. Het aartsbisdom lette zeer op de kosten en voor de bouw werd puinsteen gebruikt, dat in vergelijking met nieuwe steen de helft goedkoper was. In de bouwtijd van de kerk kwam er echter steeds minder puinsteen vrij. De afbraak van de ruïne van het operahuis zorgde voor de noodzakelijk aanvulling.
De eerste spade voor de nieuwbouw en de pastorie werd op 21 juni 1957 in de grond gezet, op de feestdag van de heilige Albanus. Op 13 december 1958 werd met de wijding van het orgel en op 14 december met de eerste heilige mis de voltooiing van het gebouw gevierd. De plechtige wijding door kardinaal Joseph Frings volgde op 16 en 17 juni 1959. De totale kosten, inclusief inrichting en orgel, kwamen op 396.000 DM. Daarmee had Keulen een nieuw, modern kerkgebouw dat ook buiten de stad veel opzien baarde.

## Interieur

### Oude kunstwerken
- Uit de oude Albanuskerk kon de 16e/17e-eeuwse kruisigingsgroep tegenover de apsis worden gered.
- Aan de balustrade van de orgelgalerij zijn twaalf beelden van de apostelen aangebracht. De beelden stammen oorspronkelijk van het hoogaltaar van de oude Albanuskerk.
- Uit de verkoolde resten vond men de 407 stukjes van een piëta uit de 15e eeuw. Met de gevonden stukjes wist men de piëta te herstellen. Ze staat nu onder de galerij.
- Het triptychon op de westelijke muur uit het begin van de 16e eeuw werd ooit door de Keulse burgemeester Koenraad van Schürenfels geschonken.
- De renaissance kansel (circa 1600-1630) met barokke reliëfs (circa 1730) heeft de kerk van een particulier overgenomen.
- De aankoop van de uit hout gesneden Madonna (omstreeks 1520) werd mogelijk gemaakt door de schenking van een parochiaan.
- Het bronzen doopvont in de crypte werd in 1642 voor de Sint-Albanuskerk gemaakt.

### Nieuwe kunst
- Aan het in de apsis hangende gemmenkruis heeft de Benedictijnse Lioba Munz met vijf hulpen vijf maanden lang gewerkt.
- Het ciborium in de sacramentskapel voor het tabernakel met voorstellingen uit de oud- en nieuwtestamentische heilsgeschiedenis werd gemaakt door de beeldhouwer Elmar Hillebrand.
- De beeldhouwer Toni Zenz maakte het koorhek, de muurverlichting en de apostelkruisen en de deur van de hoofdingang
- De windvaan op het kerkdak stelt de heilige Albanus voor en is een ontwerp van Elmar Hillebrand.

### Orgel
Het orgel heeft 26 registers met pedaal, het werd gebouwd door Franz Breil uit Dorsten.

## Afbeeldingen

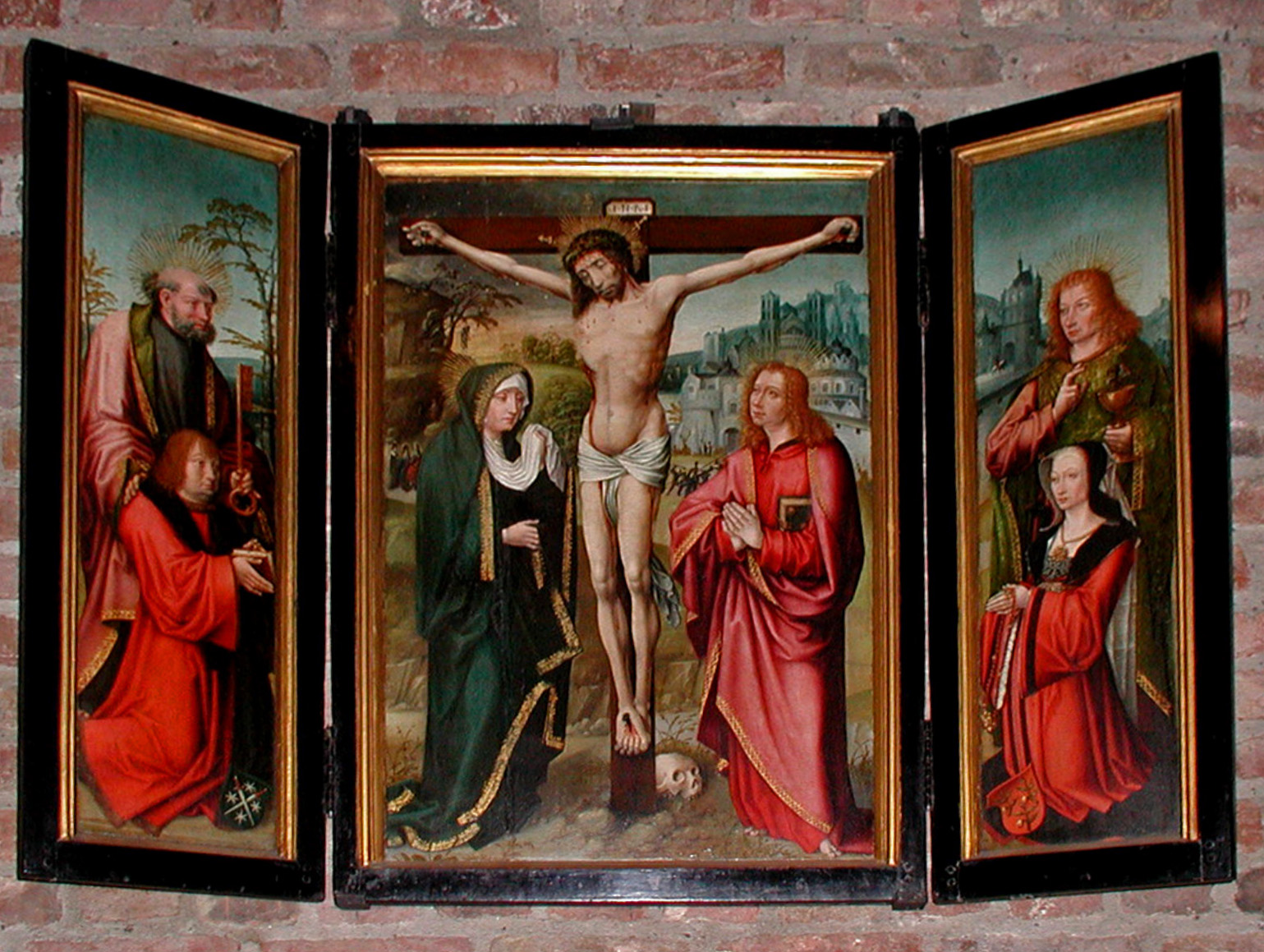
triptiek uit de 16e eeuw
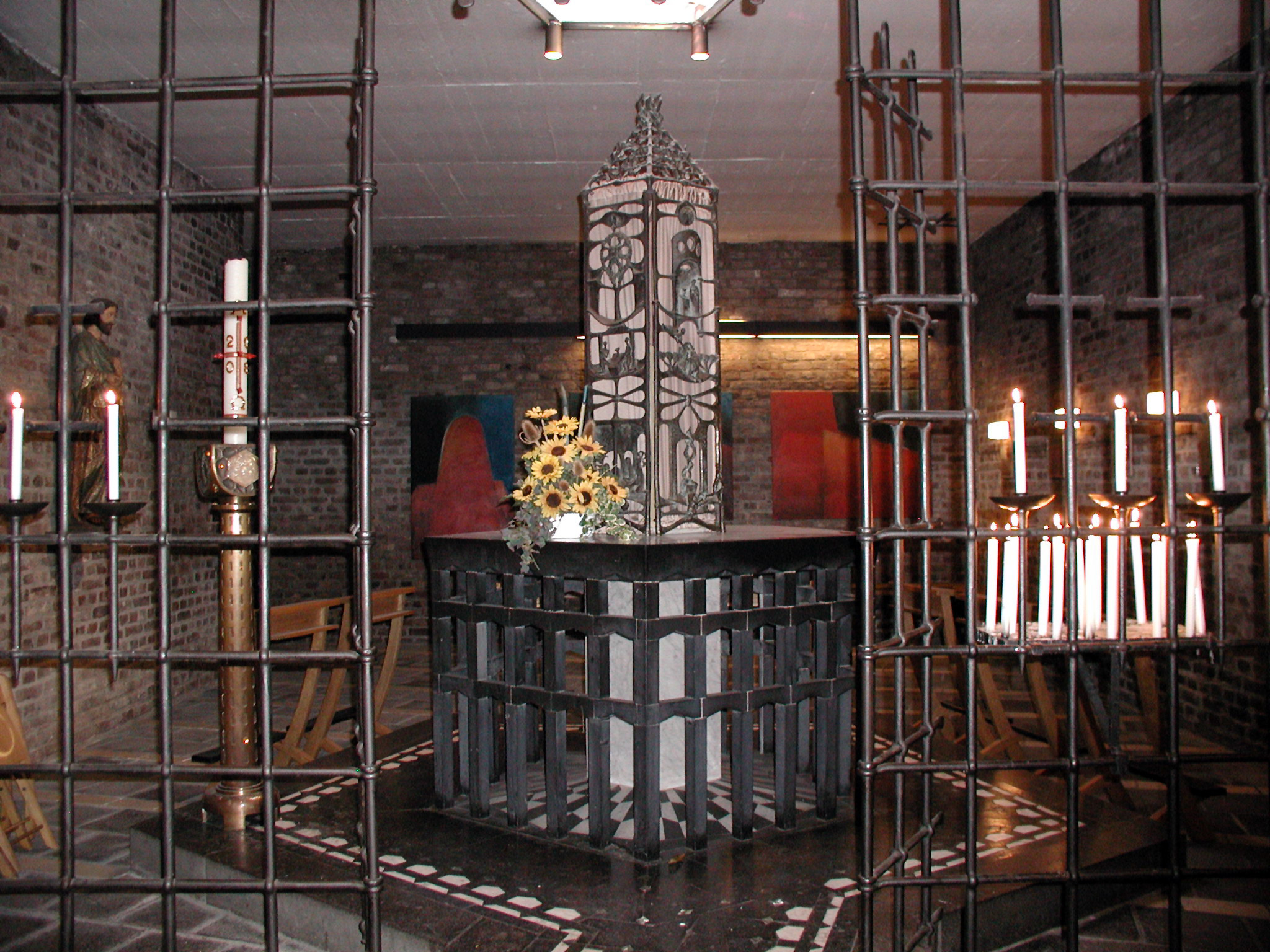
Sacramentskapel
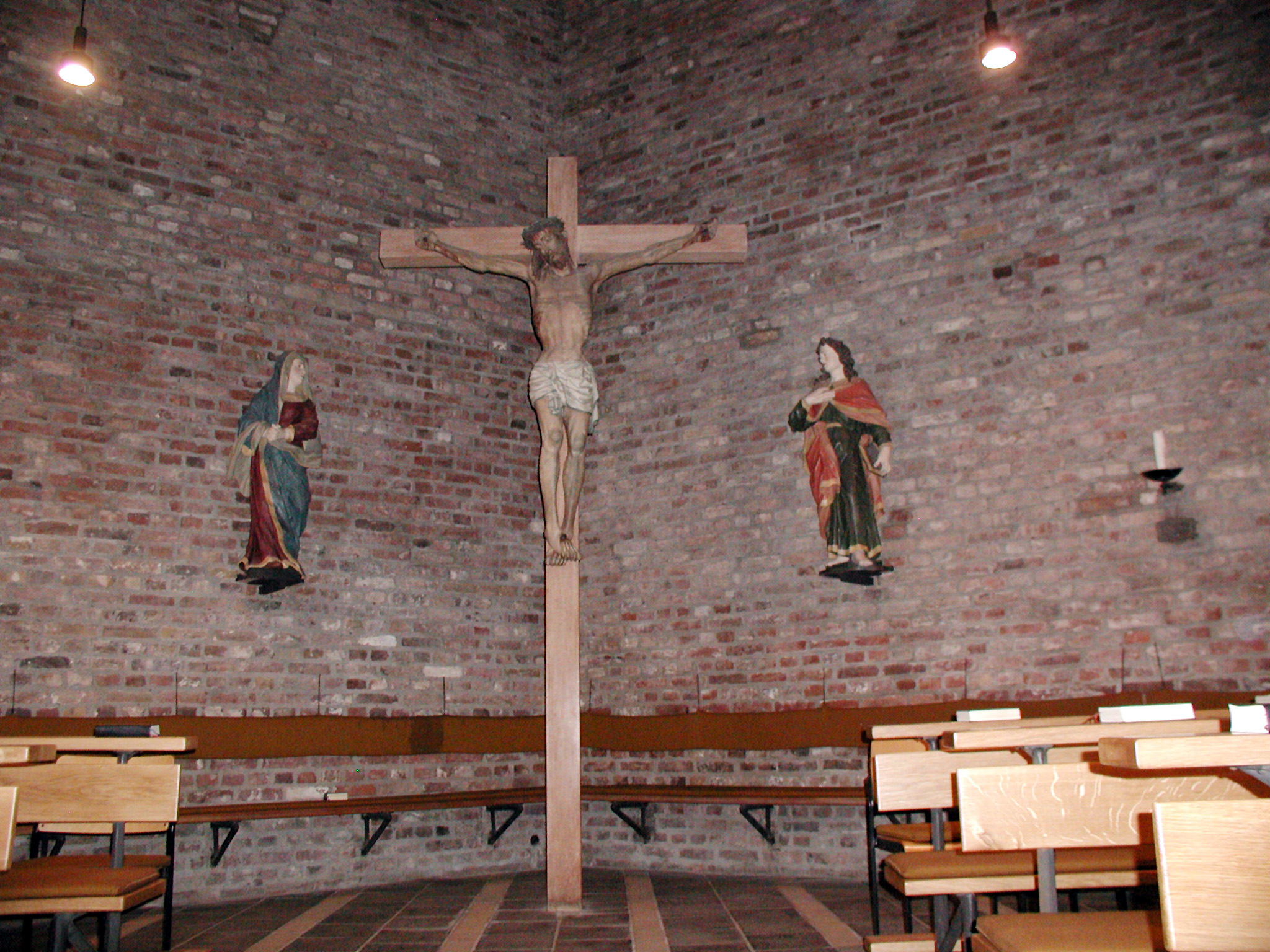
Kruisigingsgroep
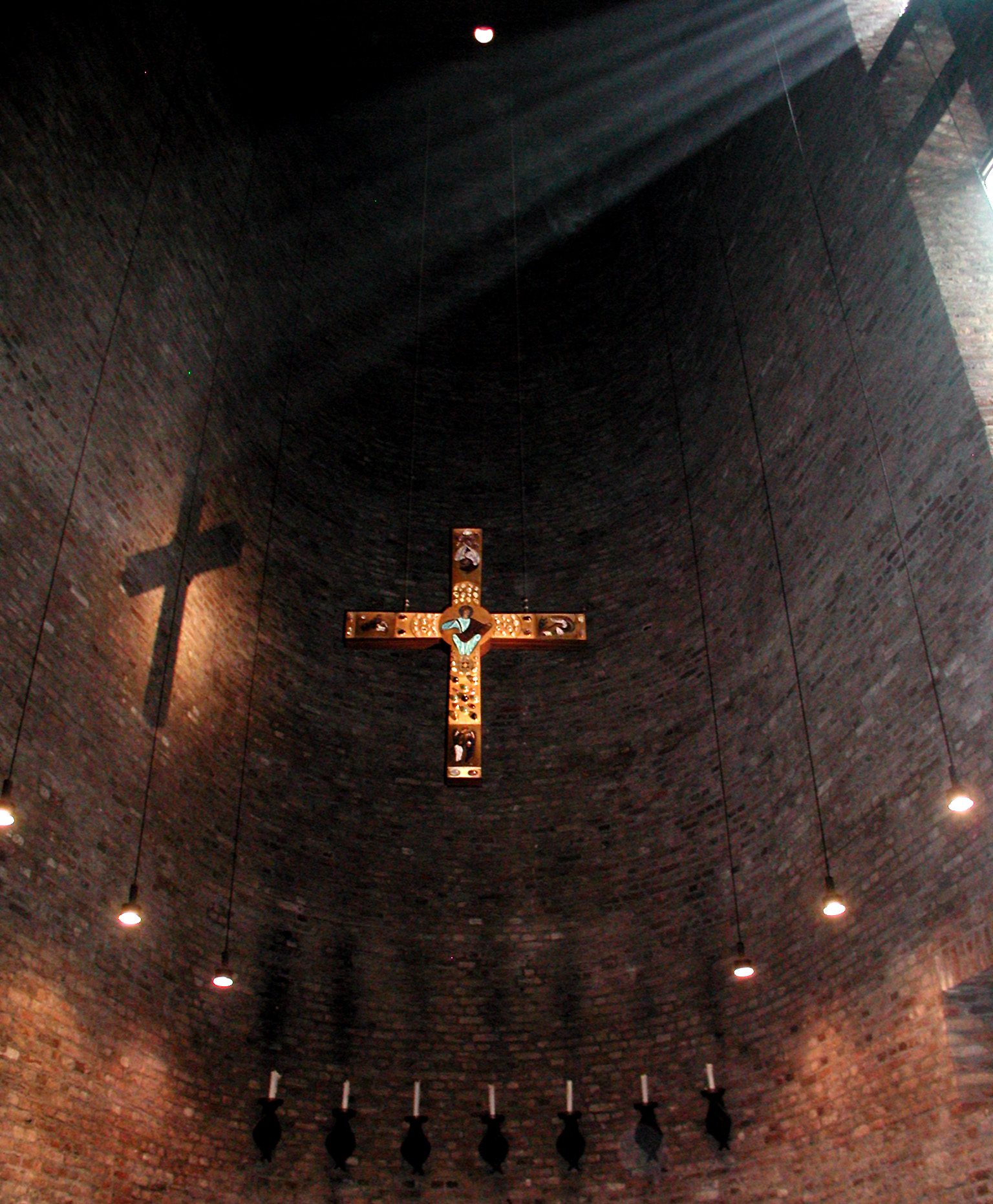
crux gemmata
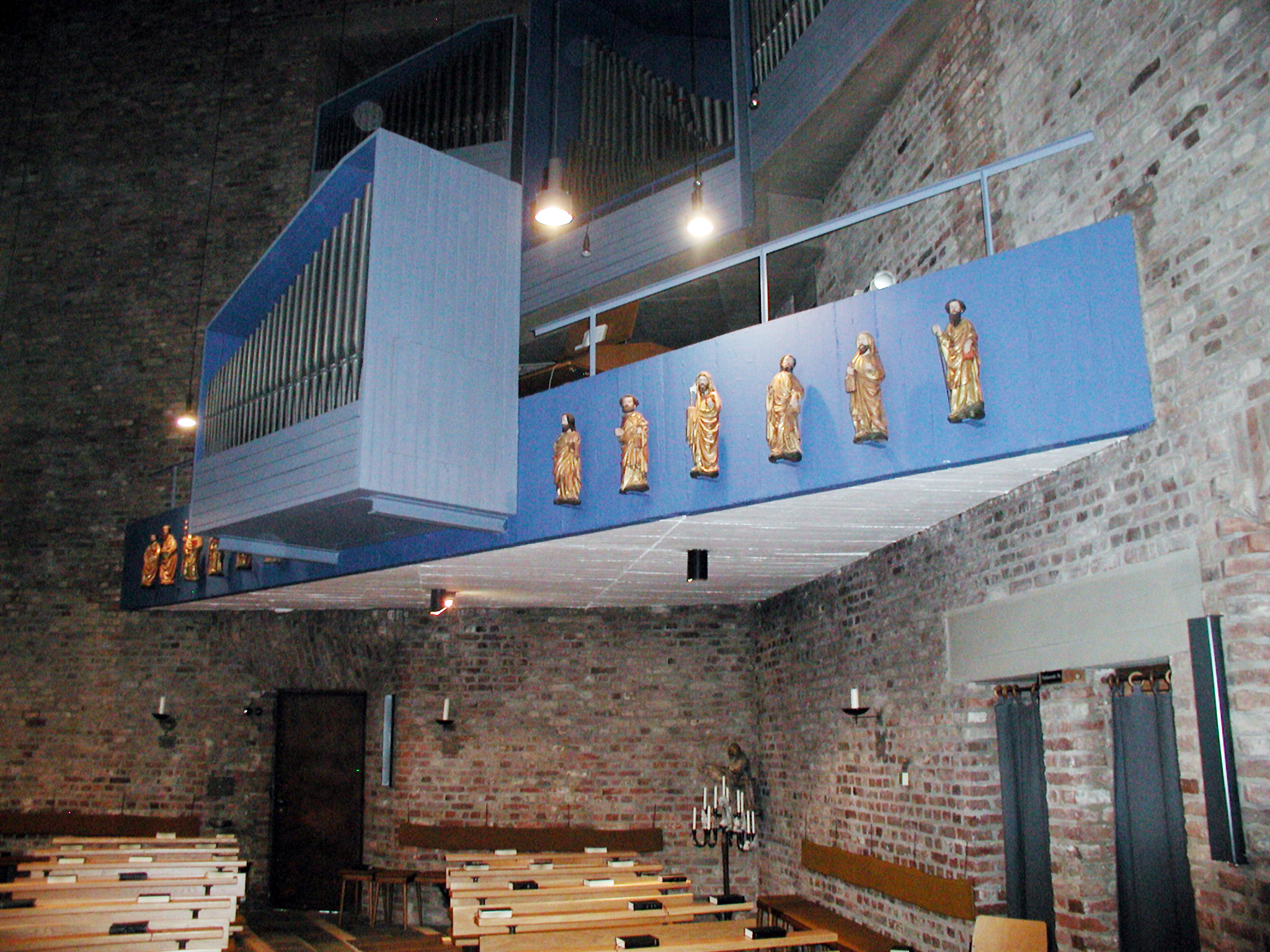
Orgelgalerij met apostelbeelden